# Korpus Baszkirski
Korpus Baszkirski (ros. Башкирский корпус) – formacja wojskowa złożona z Baszkirów podczas wojny domowej w Rosji
Na początku czerwca 1918 r. główni działacze Przedstawicielstwa Baszkirskiego przybyli do oswobodzonego przez białych i oddziały Korpusu Czechosłowackiego Czelabińska. Tam spośród zmobilizowanych Baszkirów zostało sformowanych sześć pułków strzeleckich i dwa pułki kawalerii. Na ich czele stanął Ahmet-Zaki Walidow. Zostały one uzbrojone przez białych. 15 września dowództwo Ludowej Armii Komucza wydało rozkaz o utworzeniu z nich Korpusu Baszkirskiego w składzie dwóch dywizji. Przedstawicielstwo Baszkirskie traktowało go jako swoją siłę zbrojną. Korpus walczył następnie po stronie białych z wojskami bolszewickimi. Uczestniczył w oczyszczeniu z bolszewików południowego Uralu, zdobyciu Jekaterynburga, Biełoriecka, Orska i Wierchnieuralska, walkach obronnych pod Orenburgiem, Aktiubińskiem i Syzraniem, ponosząc duże straty. Baszkirzy byli bardzo cenieni przez poszczególnych białych dowódców i Kozaków orenburskich atamana gen. Aleksandra I. Dutowa.
Jednakże głównodowodzący wojskami białych na Syberii adm. Aleksandr W. Kołczak nie zamierzał przyznawać Baszkirom jakiejkolwiek autonomii, w związku z czym zaczęło dochodzić do coraz poważniejszych konfliktów pomiędzy dowództwem Korpusu Baszkirskiego i dowództwem białych. 15 października adm. A. W. Kołczak rozkazał zlikwidować Korpus Baszkirski, zaś na jego bazie sformować 9 Baszkirską Dywizję Strzelecką pod dowództwem rosyjskiego generała. Spotkało się to z protestem Przedstawicielstwa Baszkirskiego. Konfliktowa sytuacja sprzyjała rozpowszechnianiu się wśród żołnierzy baszkirskich propagandy bolszewickiej. Pojawiły się też pierwsze przypadki dezercji na stronę bolszewików. Ponadto swoją agitację wśród Baszkirów rozpoczęli Kozacy orenburscy, chcąc włączyć ich w skład Samodzielnej Armii Orenburskiej.
W grudniu 1918 r. Przedstawicielstwo Baszkirskie podjęło decyzję rozpoczęcia rozmów z bolszewikami. W połowie lutego 1919 r. oddziały baszkirskie (1, 2, 3, 4, 5 i 6 Baszkirskie Pułki Strzeleckie oraz 1 i 2 Baszkirskie Pułki Kawalerii) w liczbie 6,5 tys. żołnierzy, zajmujące pozycje na wschód i południowy wschód od Sterlitamaka, przeszły w zdecydowanej większości na stronę wojsk bolszewickich. Rosyjscy oficerowie uciekli lub zostali rozstrzelani. 21 lutego we wsi Temiasowo pod zwierzchnictwem Przedstawicielstwa Baszkirskiego odbył się zjazd wojskowych przedstawicieli oddziałów baszkirskich, po zakończeniu którego wysłano telegram do Włodzimierza I. Lenina i Lwa D. Trockiego, informujący o chęci walki po stronie bolszewickiej z białymi jako wrogami proletariackiej rewolucji. Jednakże już pod koniec lutego we wsi Markowo bolszewicy aresztowali A.-Z. Walidowa, a następnie kazali Baszkirom złożyć broń. Ich oddziały zostały rozformowane. Część żołnierzy i działaczy Przedstawicielstwa Baszkirskiego została rozstrzelana. Dwóm batalionom 1 Baszkirskiego Pułku Strzeleckiego, części 4 Baszkirskiego Pułku Strzeleckiego i większości 1 Baszkirskiego Pułku Kawalerii Musy Murtazina udało się powrócić na stronę białych. Pozostali latem 1919 r. zostali włączeni do nowo tworzonych spośród zmobilizowanych baszkirskich oddziałów wojskowych Armii Czerwonej, na czele których stanął – wypuszczony na wolność – A.-Z. Walidow.
Na służbie białych pozostała natomiast jedynie niewielka część oddziałów baszkirskich, która – uzupełniona zmobilizowanymi Baszkirami, a także tymi, którzy uciekli od bolszewików – została w marcu przeorganizowana w odtworzoną 9 Baszkirską Dywizję Strzelecką w składzie Grupy Południowej Armii Zachodniej.